# اوراسیو لوپس سالگادو

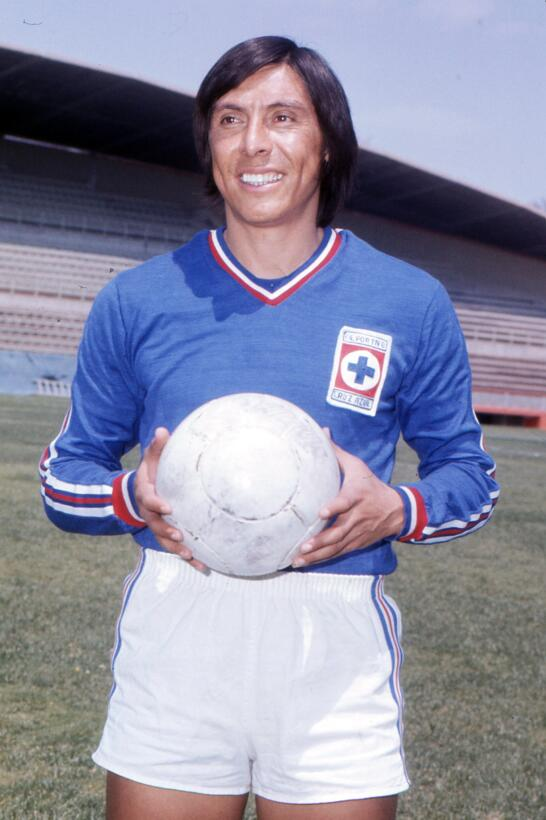
اوراسیو لوپس سالگادو در سنین جوانی

اوراسیو لوپس سالگادو (اسپانیایی: Horacio López Salgado‎؛ زادهٔ ۱۵ سپتامبر ۱۹۴۸) بازیکن فوتبال اهل مکزیک بود.
از باشگاه‌هایی که در آن بازی کرده‌است می‌توان به باشگاه فوتبال آمریکا و باشگاه فوتبال کروز آزول اشاره کرد.
وی همچنین در تیم ملی فوتبال مکزیک بازی کرده‌است.